# عثمان سونانت
عثمان سونانت (انگلیسی: Osman Sonant؛ زادهٔ ۱ مارس ۱۹۷۹) بازیگر، موسیقی‌دان اهل ترکیه است. وی از سال ۲۰۰۳ میلادی تاکنون مشغول فعالیت بوده‌است.
از فیلم‌ها یا برنامه‌های تلویزیونی که وی در آن نقش داشته‌است می‌توان به جعبه پاندورا، فی، و ظهور امپراطوری‌ها : عثمانی اشاره کرد.